# Tipairua
Tipairua  est un type de grande pirogue à balancier traditionnelle tahitienne à poupe relevée, à double coque et à voile austronésienne en demi pince de crabe sur un ou deux mâts. Ce navire est utilisé pour la navigation en haute mer.

## Description
La coque d'un tipairua est creusée dans un tronc d'arbre à pain. Ce navire, jusqu’à 21 m de long, est très grand pour le contexte polynésien. Il peut accueillir entre 4 et 20 personnes, il était le bateau des chefs locaux.